# ミツヤス
株式会社ミツヤスは、東京都23区西部及び多摩地域の飲食店向けに食材の卸売りを行う食品卸売会社。飲食業界、給食業界、惣菜業界向けに卸売り、小売を行うほかに、各種印刷も手掛けている。

## 概要
株式会社ミツヤスは1964年（昭和39年）、東京都台東区下板橋に石井商店として創業。その後、練馬区早宮、同区旭町に移転し1968年（昭和43年）に三康商店に社名変更。各種食堂などへの業務用卸販売を始める。1973年（昭和48年）に同区北大泉に移転し、株式会社三康として資本金200万円で設立。1982年（昭和57年）同区大泉学園町5-7-23（現在の本社）に移転。1991年（平成3年）、資本金を2,000万円に増資するとともに、株式会社ミツヤスに社名変更。2002年（平成14年）、埼玉県和光市白子1-12-1に大型物流センターを完成させ、物流機能を移転した。
2010年（平成22年）4月1日、旭食品がミツヤスの全株式を取得し子会社化、現在に至る。

## 関連企業
- 旭食品